# Троїцька селищна рада
| Троїцька селищна рада — орган місцевого самоврядування у Троїцькому районі Луганської області з адміністративним центром у смт Троїцьке. Історична дата утворення: в 1954 році. Водоймища на території, підпорядкованій даній раді: річка Уразово. Селищній раді підпорядковані населені пункти: - смт Троїцьке |

## Склад ради
Рада складається з 30 депутатів та голови.

### Керівний склад ради
| ПІБ                             | Основні відомості                                                   | Дата обрання | Дата звільнення |
| ------------------------------- | ------------------------------------------------------------------- | ------------ | --------------- |
| Апанасенко Олександр Васильович | Селищний голова, 1955 року народження, освіта, член Партії регіонів | 26.03.2006   | 31.10.2010      |
| Палагно Демид Петрович          | Селищний голова, 1975 року народження, освіта вища                  | 31.10.2010   |                 |

Примітка: таблиця складена за даними джерела